# SN 2010fw
SN 2010fw – supernowa typu II-P odkryta 2 lipca 2010 roku w galaktyce UGC 10995. W momencie odkrycia miała maksymalną jasność 18,40m.